# Uni (deus)
(  lenda do uni  )
Uni (deus da criação) na história é traduzida para nossa língua,  que era um vazio mais surgiu uma luz ,lá estava a estrela no caso uni 
Então uni cria todos os universos e aí ele se sente solitario e sozinho, então decidido quis virar humano e virou um lindo e doce garoto chamado de jorge. 
Perdendo a memória  sem lembra que era um deus , então no seu primeiro dia de aula por ser desastrado começou sofre bullying,    logo fez amizade duas amigas como se fosse irmãos elas se chamarão Gabi é kiki e essas "amigas" irmãs elas sempre o ajudavam quando ele precisava.
Mais todo bem tem o mal trevor sua versão corrompida representado por destruição,ele queria dominar tudo. 
Mais logo chegou o dia o recomeço onde trevor e uni  tem batalia  final ai se o uni vence tudo acaba em luz,paz e amor. 
Mais trevor vencer acaba em trevas,dor e sofrimento. 
Fim
Autor:jorge Ricardo do couto de souza 
Autobiografia             título: lenda do uni